# Pantopipetta oculata
Pantopipetta oculata – gatunek kikutnic z rodziny Austrodecidae.
Kikutnica ta cechuje się długim wzgórkiem ocznym i nogogłaszczkami, których propodus jest mniej niż pięciokrotnie dłuższy od stopy. Odnóża kroczne mają pazurki dodatkowe oraz grzbietową ostrogę na pierwszych biodrach. Odwłok sięga końca drugich bioder czwartej pary odnóży.